# Caracaràs
Els caracarins (Caracarinae) o poliborins (Polyborinae) són un grup d'ocells rapinyaires de la família dels falcònids (Falconidae), tradicionalment considerats una subfamília, però que recentment s'han proposat com membres dels falconins, sovint formant la tribu Caracarini.
Dins aquesta subfamília (o tribu) s'inclouen els diferents gèneres de caracaràs, juntament amb el gènere Spiziapteryx, que era classificat més prop dels falcons típics.
Els caracaràs són uns falcònids grans, de potes llargues i aspecte molt diferent als falcons. Viuen en boscos, sabanes i terreny obert, amb variada alimentació, que inclou els insectes i la carronya. No tenen un vol ràpid però corren veloçment per terra. A diferència d'altres falcònids construeixen el seu niu.

## Taxonomia
Considerats tradicionalment una de les dues subfamílies dels falcònids, els estudis genètics de principis del segle xxi, els han apropat als falcons típics, fins al punt de ser sovint inclosos a la subfamília dels falconins dins una tribu pròpia. Els 6 gèneres que formen el clade, són classificats en 11 espècies pel Congrés Ornitològic Internacional (versió 12.2, 2022):
- Gènere Spiziapteryx, amb una espècie: falconet alatacat (Spiziapteryx circumcincta).
- Gènere Caracara amb dues espècies.
- Gènere Ibycter, amb una espècie: Caracarà gorja-roig (Ibycter americanus).
- Gènere Daptrius, amb una espècie: Caracarà negre (Daptrius ater).
- Gènere Milvago, amb dues espècies.
- Gènere Phalcoboenus, amb 4 espècies.

El Handbook of the Birds of the World Alive (2017) inclou el Caracarà chimango (Milvago chimango) al gènere Phalcoboenus, pel qual aquest gènere comptaria 5 espècies, mentre que el Caracarà capgroc (Milvago chimachima) es quedaria com única espècie del gènere Mivalgo.